# Abbaye de Clare Island
L’abbaye de Clare Island (en irlandais : mainistir Chliara) était une abbaye cistercienne située sur l'île de Clare, dans le comté de Mayo, à l'ouest de l'Irlande.
L'abbaye est fondée en 1224, mais son histoire postérieure est mal connue. Elle passe pour abriter la tombe de Grace O'Malley.
Une chapelle subsiste de l'abbaye, qui aurait été rebâtie ou du moins largement remaniée en 1460. Cette chapelle est ornée de fresques médiévales à thématiques profanes particulièrement riches.

## Localisation et dédicace
Comme son nom l'indique, l'abbaye de Clare Island est située sur l'île de Clare, à l'ouest de la Clew Bay. L'abbaye est dédiée à Brigitte d'Irlande.

## Histoire

### Fondation
L'abbaye aurait existé antérieurement aux cisterciens et aurait pu accueillir une communauté carmélite vers 1100. La famille O'Malley, très puissante dans cette région, aurait cherché à accroître son emprise en favorisant l'implantation des cisterciens.
Les O'Malley font appel à la proche mais petite communauté cistercienne de Knockmoy

### Moyen Âge
L'abbaye est en partie reconstruite vers 1460, probablement par Diarmuid Bacach Ó Máille,.

### Dissolution
La date de dissolution est incertaine mais très probablement au XVIe siècle.

## Architecture et ornementation

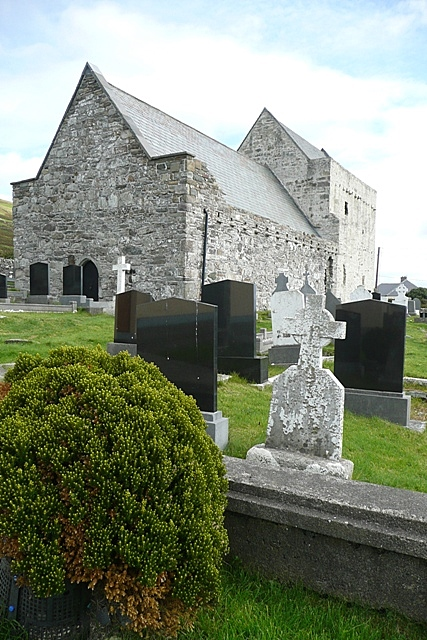
Cimetière et façade arrière.

L'église de 1460 est extrêmement simple, composé d'une nef, datée du début du XIIIe siècle et longue d'une seule travée et d'un chœur séparé de cette dernière par une simple arche et plus haut. Le chœur est éclairé de deux fenêtres ogivales. L'intérêt majeur de la nef est d'être ornée de fresques couvrant murs et plafond, portant sur des thèmes profanes : un vol de bétail, un chevalier vêtu de mailles, des cerfs attaqués par des loups, des musiciens, des dragons et des griffons. Cette ornementation était en opposition frontale avec les principes de l'art cistercien, prônant une très grande austérité, un refus de l'ornementation figurative et des thèmes profanes sinon strictement végétaux,.
La chapelle est surmontée d'une chambre, située au-dessus de la voûte, à laquelle un escalier dans le mur sud permet d'accéder.

L'architecture et l'ornementation de la chapelle
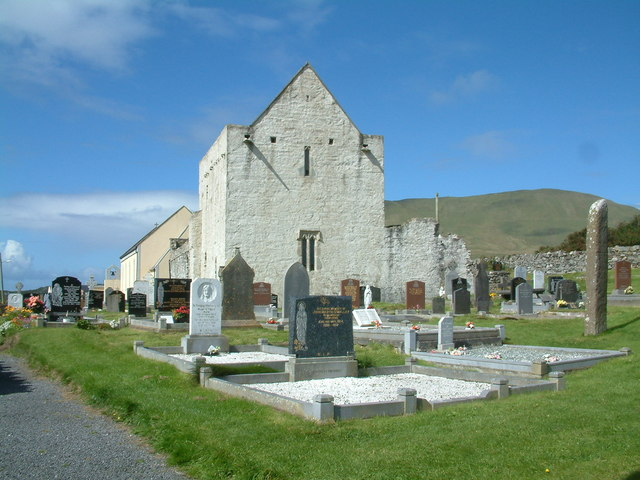
L'église, le cimetière qui l'entoure et le Knockmore (en) en fond.
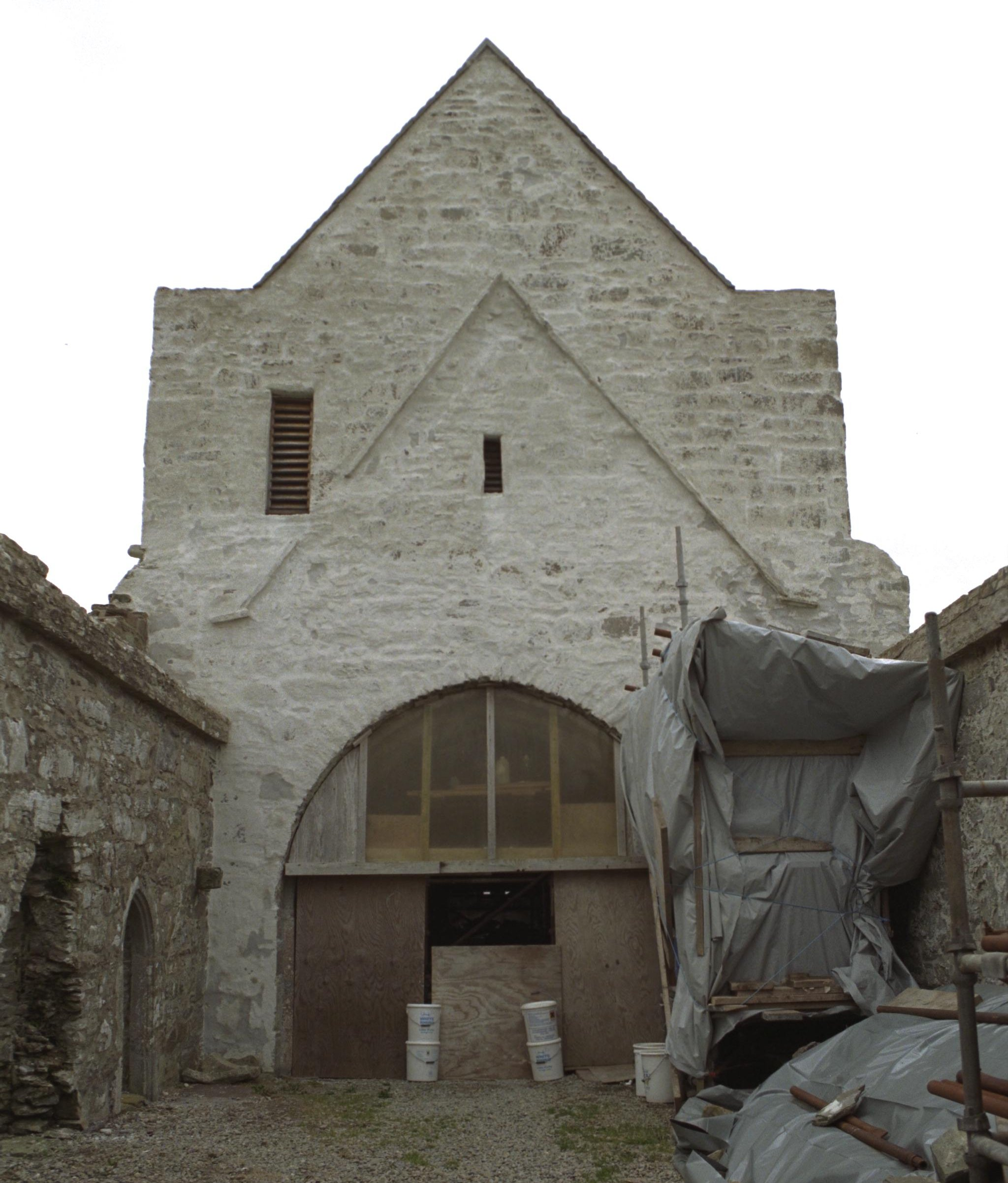
L'allée menant au porche de l'église à travers le cimetière.
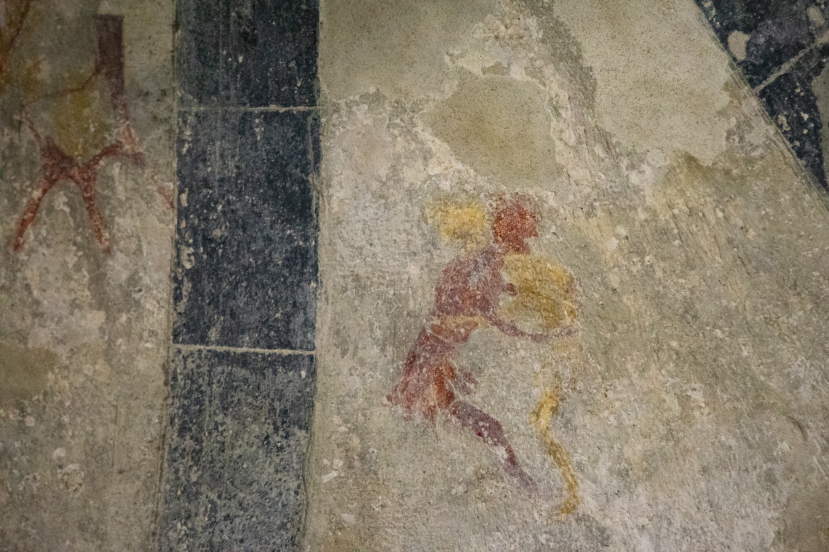
Fresque représentant une scène de lutte sur les murs de la chapelle.
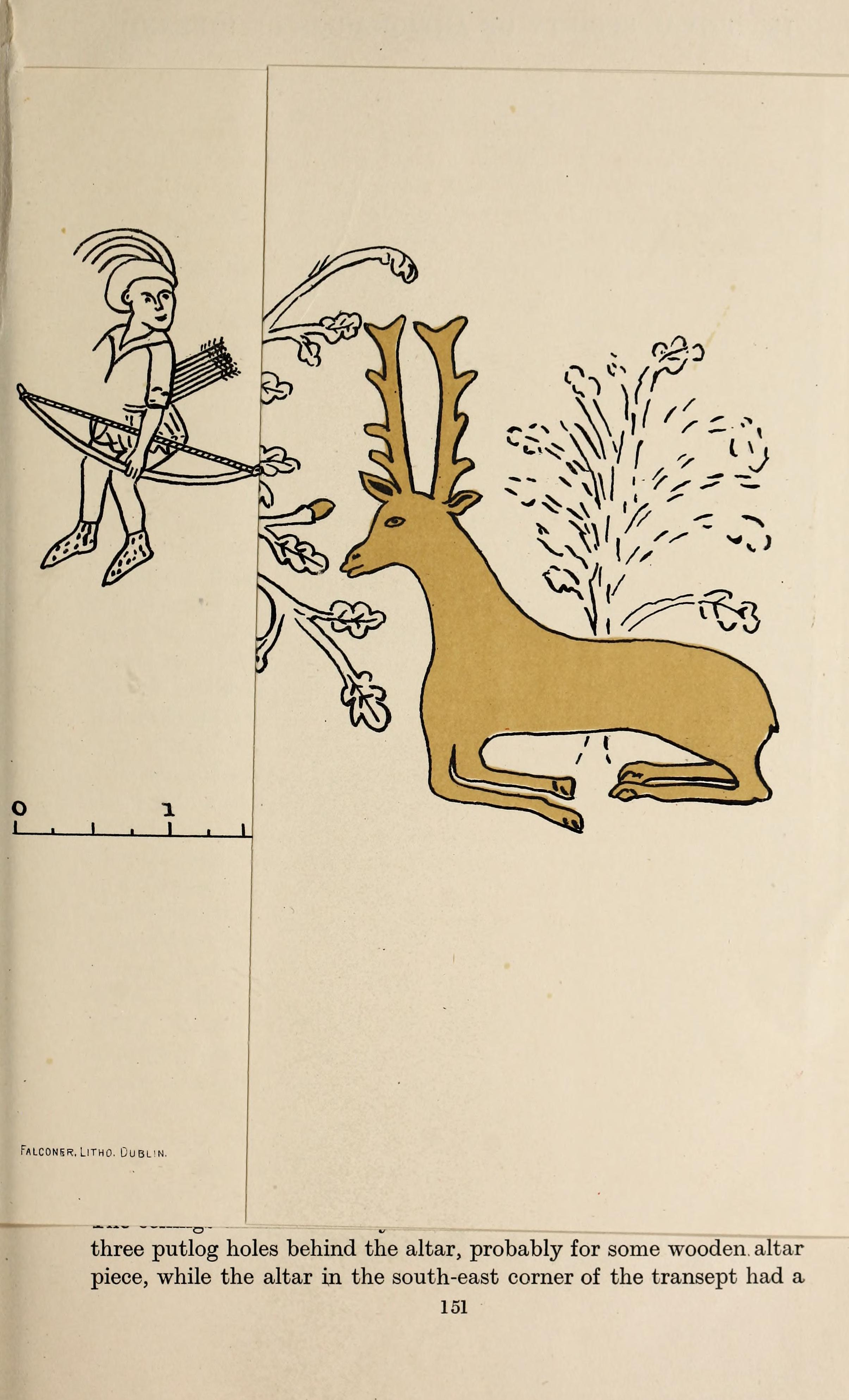
Scène de chasse reproduite en 1915 d'après les fresques de Clare Island dans le journal de la Royal Society of Antiquaries of Ireland (en)

### Sépultures
Une tombe à baldaquin dans la chapelle passe pour être le lieu de sépulture de Grace O'Malley, celle-ci étant de toute façon décédée sur l'île à l'âge de 73 ans,.
Outre cette dernière, l'abbaye abrite également les sépultures de la famille O'Malley, situées dans le chœur,.